# Leonid Woskriesienski
Leonid Aleksandrowicz Woskriesienski (ros. Леонид Александрович Воскресенский, ur. 1 lipca?/14 lipca 1913 w Pawłowskim Posadzie, zm. 15 grudnia 1965 w Moskwie) – był radzieckim inżynierem i konstruktorem techniki rakietowej.

## Życiorys
Od 1922 mieszkał w Moskwie. Od 1929 pracował jako elektromonter w fabryce, później inżynier w Moskiewskim Instytucie Budowy Przyrządów, jednocześnie 1932-1936 zaocznie studiował w Moskiewskim Instytucie Energetycznym, następnie 1936-1937 odbywał służbę wojskową w batalionie saperów. Później pracował jako inżynier i szef stacji kontrolno-mierniczej w Państwowym Naukowo-Badawczym Instytucie Azotu, w 1943 został szefem laboratorium w Instytucie Naukowo-Badawczym-3, gdzie opracowywał systemy automatyki i elementy dla silników samolotów. Od 1944 do 1947 kierował laboratorium elektrotechnicznego Instytutu Naukowo-Badawczego-1, w 1945 został komenderowany do Niemiec, gdzie poznawał niemiecką technikę rakietową. Od kwietnia 1947 pracował w Instytucie Naukowo-Badawczym-88, gdzie przeprowadzał testy techniki rakietowej i kosmicznej opracowywanej w Specjalnym Biurze Konstruktorskim-1 (OKB-1) pod kierunkiem Siergieja Korolowa, od października 1951 do lutego 1954 kierował tam działem projektowo-testowym. Kierował lotniczą stacją doświadczalną na poligonie Kapustin Jar, od lutego 1954 do kwietnia 1963 był zastępcą głównego konstruktora OKB-1 ds. testów rakiet i obiektów kosmicznych w mieście Kaliningrad (obecnie Korolow) w obwodzie moskiewskim. Jednocześnie od 1960 wykładał w Moskiewskim Instytucie Lotniczym, w 1958 otrzymał stopień doktora nauk technicznych, a w 1963 profesora. Został pochowany na Cmentarzu Nowodziewiczym.

## Odznaczenia
- Medal Sierp i Młot Bohatera Pracy Socjalistycznej (21 grudnia 1957)
- Order Lenina (trzykrotnie, 20 kwietnia 1956, 21 grudnia 1957 i 17 czerwca 1961)
- Order Czerwonej Gwiazdy (16 września 1945)
- Medal „Za ofiarną pracę w Wielkiej Wojnie Ojczyźnianej 1941–1945”